# بوغوينو
بوغوينو (بالإنجليزية: Bugojno)‏ هي مدينة في كانتون وسط البوسنة في البوسنة والهرسك.
يبلغ عدد سكانها حوالي 34٬559 نسمة.

## المناخ
يظهر الجدول التالي التغييرات المناخية على مدار السنة لبوغوينو:
| البيانات المناخية لـبوغوينو                                | البيانات المناخية لـبوغوينو | البيانات المناخية لـبوغوينو | البيانات المناخية لـبوغوينو | البيانات المناخية لـبوغوينو | البيانات المناخية لـبوغوينو | البيانات المناخية لـبوغوينو | البيانات المناخية لـبوغوينو | البيانات المناخية لـبوغوينو | البيانات المناخية لـبوغوينو | البيانات المناخية لـبوغوينو | البيانات المناخية لـبوغوينو | البيانات المناخية لـبوغوينو | البيانات المناخية لـبوغوينو |
| الشهر                                                      | يناير                       | فبراير                      | مارس                        | أبريل                       | مايو                        | يونيو                       | يوليو                       | أغسطس                       | سبتمبر                      | أكتوبر                      | نوفمبر                      | ديسمبر                      | المعدل السنوي               |
| ---------------------------------------------------------- | --------------------------- | --------------------------- | --------------------------- | --------------------------- | --------------------------- | --------------------------- | --------------------------- | --------------------------- | --------------------------- | --------------------------- | --------------------------- | --------------------------- | --------------------------- |
| الدرجة القصوى °م (°ف)                                      | 16.6 (61.9)                 | 20.0 (68.0)                 | 25.0 (77.0)                 | 28.2 (82.8)                 | 33.0 (91.4)                 | 33.8 (92.8)                 | 37.6 (99.7)                 | 37.2 (99.0)                 | 37.2 (99.0)                 | 28.8 (83.8)                 | 22.9 (73.2)                 | 19.4 (66.9)                 | 37.6 (99.7)                 |
| متوسط درجة الحرارة الكبرى °م (°ف)                          | 2.7 (36.9)                  | 5.6 (42.1)                  | 10.2 (50.4)                 | 15.0 (59.0)                 | 20.1 (68.2)                 | 23.2 (73.8)                 | 25.8 (78.4)                 | 25.8 (78.4)                 | 22.1 (71.8)                 | 16.5 (61.7)                 | 9.8 (49.6)                  | 3.6 (38.5)                  | 15.0 (59.0)                 |
| المتوسط اليومي °م (°ف)                                     | −1.7 (28.9)                 | 0.7 (33.3)                  | 4.5 (40.1)                  | 8.9 (48.0)                  | 13.4 (56.1)                 | 16.3 (61.3)                 | 18.2 (64.8)                 | 17.6 (63.7)                 | 14.2 (57.6)                 | 9.5 (49.1)                  | 4.5 (40.1)                  | −0.4 (31.3)                 | 8.8 (47.8)                  |
| متوسط درجة الحرارة الصغرى °م (°ف)                          | −5.9 (21.4)                 | −3.7 (25.3)                 | −0.8 (30.6)                 | 2.9 (37.2)                  | 6.6 (43.9)                  | 9.6 (49.3)                  | 10.7 (51.3)                 | 10.4 (50.7)                 | 7.9 (46.2)                  | 4.0 (39.2)                  | 0.1 (32.2)                  | −4.1 (24.6)                 | 3.1 (37.6)                  |
| أدنى درجة حرارة °م (°ف)                                    | −29.4 (−20.9)               | −22.4 (−8.3)                | −22.6 (−8.7)                | −7.8 (18.0)                 | −2.4 (27.7)                 | −1.4 (29.5)                 | 2.7 (36.9)                  | 1.0 (33.8)                  | −5.7 (21.7)                 | −7.8 (18.0)                 | −20.0 (−4.0)                | −24.4 (−11.9)               | −29.4 (−20.9)               |
| الهطول مم (إنش)                                            | 50.9 (2.00)                 | 56.2 (2.21)                 | 61.0 (2.40)                 | 64.4 (2.54)                 | 71.9 (2.83)                 | 77.2 (3.04)                 | 62.6 (2.46)                 | 64.5 (2.54)                 | 70.7 (2.78)                 | 74.4 (2.93)                 | 94.5 (3.72)                 | 78.9 (3.11)                 | 827.4 (32.57)               |
| متوسط أيام هطول الأمطار (≥ 0.1 mm)                         | 12.7                        | 13.2                        | 13.2                        | 14.3                        | 14.2                        | 14.4                        | 10.2                        | 9.9                         | 10.1                        | 10.4                        | 12.4                        | 13.8                        | 148.7                       |
| متوسط الأيام المثلجة (≥ 1.0 cm)                            | 17.3                        | 13.4                        | 6.2                         | 0.9                         | 0.0                         | 0.0                         | 0.0                         | 0.0                         | 0.0                         | 0.1                         | 4.8                         | 15.6                        | 58.2                        |
| متوسط الرطوبة النسبية (%)                                  | 81.9                        | 77.8                        | 72.4                        | 68.2                        | 70.4                        | 73.3                        | 71.0                        | 72.6                        | 76.5                        | 78.8                        | 80.4                        | 83.7                        | 75.6                        |
| ساعات سطوع الشمس الشهرية                                   | 65.9                        | 83.8                        | 125.4                       | 154.5                       | 178.0                       | 189.6                       | 243.3                       | 219.6                       | 164.1                       | 125.9                       | 76.8                        | 51.1                        | 1٬678                       |
| المصدر: Meteorological Institute of Bosnia and Herzegovina |                             |                             |                             |                             |                             |                             |                             |                             |                             |                             |                             |                             |                             |

## أعلام
- ايرمين زيتش
- إدين آتيتش
- ستييبان توماس
- محمد أليسباهيتش
- ألين أورمان